# Geophagus altifrons
Geophagus altifrons là một loài cá nước ngọt nhiệt đới thuộc chi Geophagus trong họ Cá hoàng đế. Loài này được mô tả lần đầu tiên vào năm 1840.
G. altifrons là loài điển hình của chi Geophagus.

## Phân bố và môi trường sống
G. altifrons được tìm thấy tại lưu vực sông Amazon thuộc lãnh thổ Brazil. Loài này ưa sống ở môi trường nước đen và trong, trái ngược với vùng nước đục như một số loài khác, độ pH vào khoảng 5,0 - 6,5 và nhiệt độ từ 26 đến 32 °C; nơi có đáy cát, sỏi mịn hoặc bùn.
G. altifrons đã thích nghi tốt với môi trường nước sau khi được đem tới Singapore. Tại đây, chúng thường sống trong các sông hồ có dòng nước chảy chậm.

## Mô tả
G. altifrons trưởng thành dài khoảng 22,5 - 26,5 cm. Không có sự khác biệt mấy giữa cá thể đực và cá thể mái. Thức ăn chủ yếu của loài này là rong tảo, sinh vật phù du và các loài động vật không xương sống.
Vào mùa sinh sản, cá mái có thể đẻ khoảng 200 quả trứng. G. altifrons ấp trứng bằng miệng. Một số con đực có thể trở nên hung hăng sau khi giao phối và sẽ đuổi cá mái ra khỏi lãnh thổ của mình, nhưng đa số chúng sẽ cùng cá mái chăm sóc đàn cá con. Cá bột có thể bơi tự do sau khoảng 8 - 11 ngày và sẽ chui vào miệng cá bố mẹ nếu gặp nguy hiểm.
G. altifrons thường được nuôi làm cảnh trong các bể cá.

## Hình ảnh

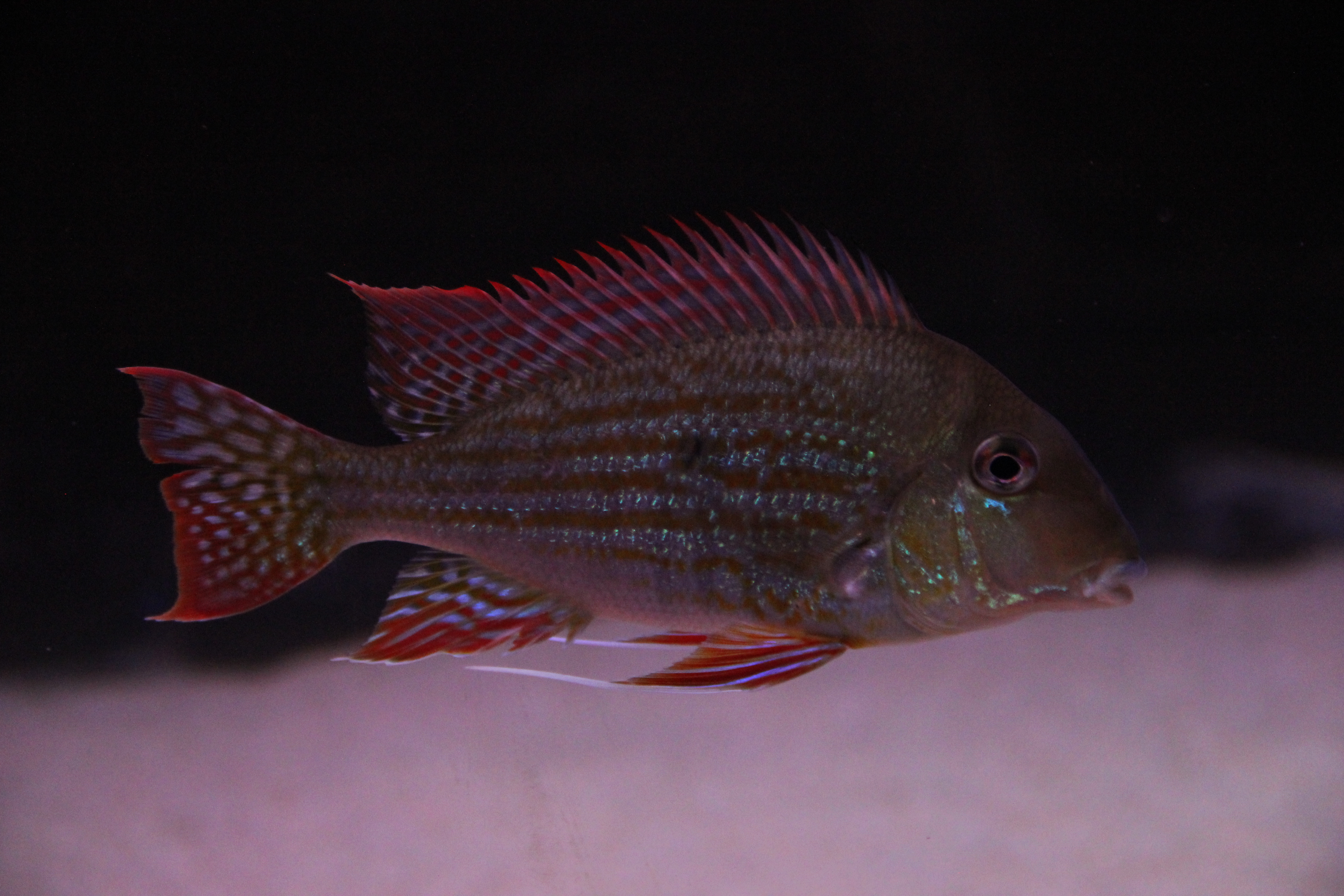